# ヒールホールド

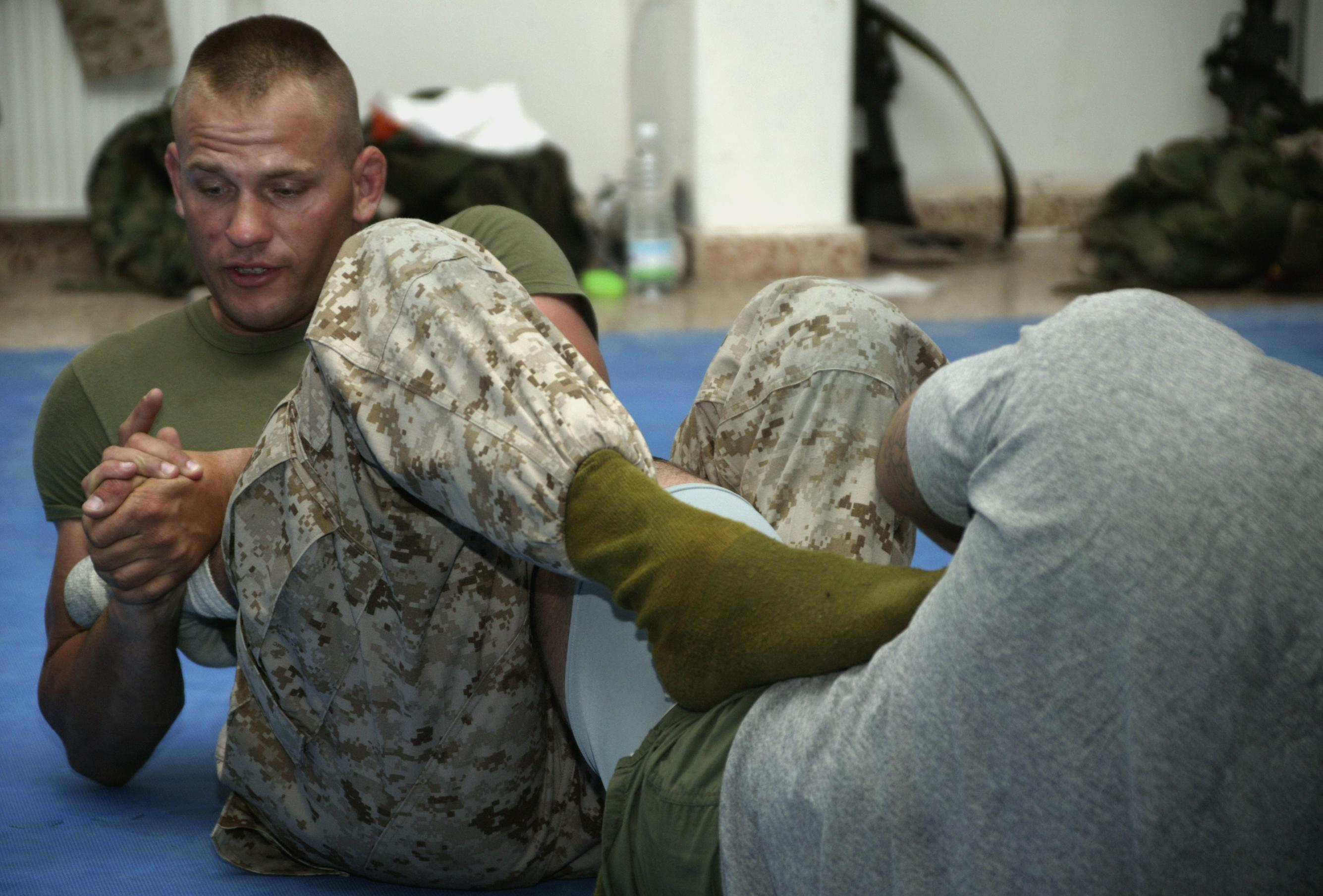
外ヒールによるヒール・ホールド。

ヒール・ホールド (Heel Hold) は、相手のかかとをひねって膝を極めるプロレス、格闘技などにおける関節技である。英語では一般にヒール・フック (Heel Hook) と呼ばれる。別名はトー・ホールド (Toe Hold) 。

## 技の要諦
相手の膝がある程度曲がっている状態でかかとに肘の内側をフックさせてから両手をクラッチして、フックした相手のかかとを体ごとひねって極める。ヒール（かかと）と名前は付いているが極まるのは膝関節である。また、足首が同時に極まることもある。自身の片脚でも相手の極める膝の脚に内から掛けるか足緘の様に外から掛けるかしないときまりにくい。
相手が靴を履いている場合や技をかける側が肘の内側部分を覆う道衣を着用している場合などは、すべりにくくなるため、より一層極めやすくなる。
極めの種類には外側から引っ掛けて内側にひねるタイプと内側から引っ掛けて外側へひねるタイプの2種類があり、これを左右の脚のどちらかに極めるので都合4通りの極め方がある。前者は技の形に入りやすいが極めにくく、後者は極めやすいものの技の形に入りにくいという特徴がある。
膝を左右にひねるという技の性格と人間の膝関節の構造上、筋力による抵抗がほとんどできず、技が決まると一瞬にして膝関節の靭帯（主に内側側副靭帯または外側側副靭帯）や半月板等を破壊するため、危険であるとされて多くの格闘技において禁止技となっている。脚関節技が認められているスポーツサンボ、ブラジリアン柔術、柔術ファイティングシステムでも禁止技となっている。ブラジリアン柔術ノーギについてはヒールホールドが解禁される。アマチュア修斗のビギナーでも反則である。コンバットサンボでは禁止技となっていない。

### 外側から内側へひねる場合
俗に外ヒール、格闘家の佐山聡は「順足」と呼んでる極め方であり、相手の左足なら右腕、右足なら左腕のひじの内側でフックする。そのため、テイクダウン後のインサイドガードの体勢やアンクル・ホールド、アキレス腱固めの体勢から連携や相手の蹴り足をつかんで、そのまま技に入るなどの技の形に入ること自体は比較的容易である。ただし、人間の脚（股関節から爪先まで）自体が全体的にある程度内側へ可動範囲があるため回転してエスケープしやすく、容易に極めることができるとはいえない。佐山は腕で捻るより相手の踵を真上に上げるとよいとしている。

### 内側から外側へひねる場合
俗に内ヒール、佐山は「逆足」と呼んでいる極め方であり、相手の左足なら左腕、右足なら右腕のひじの内側でフックする。蟹挟から技に入ったり、パスガードの最中に虚を突いて仕掛ける等、外ヒールよりも技の体勢に入ることが困難であるがエスケープすることも同様に困難なため、いったん形になってしまえば技量が未熟な者であっても比較的容易に極めることが可能である。佐山は捻らないで上体を反らして相手の踵を真上に上げるとよいとしている。ブラジリアン柔術のルールブックでトーホールドについて「外向き」 (outward) と逆に呼ばれている回転方向である。

## 防御、回避方法
ひねられる方向と同じ方向に回転して、もう一方の足で相手の尻を蹴って脚を抜いて脱出するのが一般的な方法である。また、ヒール・ホールドは相手の膝が曲がっていなければ極めることができないため、技を仕掛けられそうになった際に脚を伸ばすことも有効な防御方法である。ただし、これは、かわりにアキレス腱固め、アンクル・ホールドに移行されるリスクも伴う。

## 歴史
1960年代のブラジルで有名な格闘家であり、1976年まで数年間、新日本プロレスのリングに上がったイワン・ゴメスの弟ホセによると、イワン・ゴメスは在ブラジル日本人柔道家で柔術家の矢野武雄からヒールホールドを教わる。一方、ブラジリアン柔術家のカーウソン・グレイシーによると、ヒールホールドはイワン・ゴメスが考案した。
1970年代初頭、ブラジリアン柔術の競技がスポーツとして整い始めルールがまとまるようになりヒールホールドが禁止となる。ヒールホールドは危険だけでなく、ブラジリアン柔術がサブミッションホールドより重きをおいていたポジショニングをおろそかにすると考えられた。
ゴメスは1974年12月、新日本プロレスのブラジル遠征の際、アントニオ猪木に挑戦表明したことがきっかけで来日し、プロレスラーとなる。ゴメスは新日本プロレスのレスラー達にヒールホールドを伝授する。佐山聡のシューティング（のちの修斗）、前田日明らのUWF・リングス、髙田延彦らのUWFインターナショナル、藤原喜明らの藤原組、船木誠勝らのパンクラスなど新日本プロレス出身のレスラー達の団体の選手達にもヒールホールドが広まる。ケン・シャムロックもUWF、藤原組、パンクラスと渡り歩いており、そんな一人であった。
1993年11月12日、UFC 1においてシャムロックがパトリック・スミスをヒールホールドでやぶり、ヒールホールドが世界の格闘技界に知られる。
ブラジリアン柔術ノーギについては国際ブラジリアン柔術連盟では2022年までに、国際柔術連盟では2023年までにヒールホールドが解禁された。

## その他
別名に「トー・ホールド」があるが、これはアンクルホールドの別名でもある。